# ワン・モア・チャンス (マドンナの曲)
「ワン・モア・チャンス」(One More Chance)は、マドンナの楽曲。ベスト・アルバム『ベスト・オブ・マドンナ〜バラード・コレクション』に収録された新曲3曲の内の1曲で、デイヴィッド・フォスターがプロデュースを手がけた。アルバムから3枚目のシングル・カットとしてリリースされた。
主演映画『エビータ』の撮影で多忙を極めた為、ミュージック・ビデオは制作されず、プロモーションも行われなかったが、イタリアではチャート2位を記録するヒットとなった。

## 収録曲
マキシ・シングル
1. ワン・モア・チャンス - 4:25
2. 愛をこえて (スパニッシュ・ヴァージョン) - 4:20
3. 愛をこえて (スパングリッシュ・ヴァージョン) - 4:20

## チャート
| チャート (1996年)                        | 最高位 |
| ---------------------------------------- | ------ |
| オーストラリア (ARIA)                    | 35     |
| クロアチア (Radio Sjeverozapad)          | 15     |
| ヨーロッパ (Music & Media)               | 50     |
| フィンランド (Suomen virallinen lista)   | 12     |
| イタリア (FIMI)                          | 2      |
| スコットランド (Official Charts Company) | 12     |
| スウェーデン (Sverigetopplistan)         | 39     |
| UK シングルス (OCC)                      | 11     |